# Відтерміноване задоволення
Відтерміноване задоволення (англ. Delayed gratification) — психологічний феномен, коли людина (чи тварина) не піддається спокусі отримати негайну винагороду чи задоволення, щоб згодом отримати іншу (зазвичай більшу або кращу) винагороду. Вважається, що вміння протистояти негайній спокусі позитивно впливає на довгострокові результати (успіхи у навчанні, рівень заробітної  плати чи доходу, фізичне та психологічне здоров'я, соціальні навички).

## Умови
Для того, щоб мати можливість обирати більш перспективну відкладену винагороду, необхідно мати доволі розвинений мозок (як еволюційно — від простих організмів до тварин, що наділені інтелектом, так і з віком — від немовляти до дитини чи дорослого, що приймає обґрунтоване рішення). По-перше, людина чи тварина має розуміти умови експерименту (або розпізнавати схожу ситуацію в реальному житті). Частиною цього розуміння є відчуття часу (sense of time). По-друге, необхідно, щоб людина (чи тварина) мала змогу бачити очікувану винагороду або добре її уявляти. По-третє, людина (чи тварина) повинна вміти вмикати та використовувати систему «повільного мислення» (тобто не піддаватися системі швидкого реагування — схопити, поки дають, а зупинитися, «увімкнути мозок», оцінити ситуацію, варіанти розвитку подій та можливі наслідки, і тільки тоді приймати рішення). Ну, і, наостанок, ліпше з цим завданням можуть впоратися особи, які вміють відволікатися. Якщо дивитися на коробку улюблених цукерок, дуже важко встояти і не з'їсти хоч одну; це простіше, якщо відвернутися і почати займатися будь-чим.
Не дивно, що людиноподібні мавпи доволі добре вміють чекати на більш бажану винагороду у різних ситуаціях, які їм пропонують дослідники. Цікаво, однак, що ця властивість є не тільки у тварин, наближених до людей. Наприклад, ворони можуть позмагатися не тільки з мавпами, а й з малими дітьми. Така властивість дозволяє їм планувати своє майбутнє і відкладати їжу на випадок несприятливих умов.